# جيريمي باول (كاتب أسترالي)
جيريمي باول (بالإنجليزية: Jeremy Paul)‏ هو كاتب سيناريو أسترالي، ولد في 14 مارس 1977 في هاميلتون في نيوزيلندا.

## وصلات خارجية
- جيريمي باول عل موقع إسبنسكروم (الإنجليزية)
- جيريمي باول على موقع ItsRugby.co.uk (الإنجليزية)